# Asari-chan
Asari-chan (яп. あさりちゃん) — японська серія сьодзьо-манґи від Маюмі Муроями. Із загальним тиражем 28 мільйонів примірників вона є однією з найбільш продаваних манґ. Вона була адаптована в аніме-телесеріал та аніме-фільм. Телесеріал був створений Toei Animation, дочірньою компанією Toei Company, а режисером виступив Кадзумі Фукусіма. Аніме розповідає про Асарі, нормальну, але дурнувату ученицю четвертого класу початкової школи, яка не ладнає зі своєю сім'єю.

## Манґа
Манґа була написана Маюмі Муроямою та виходила з серпневого випуску 1978 року до березневого випуску журналу Shogaku Ninensei видавництва Shogakukan. Під час серіалізації його також було опубліковано в кількох інших журналах Shogakukan, зокрема CoroCoro Comic, Pyonpyon, Ciao, Shogaku Ichinensei, Shogaku Sannensei, Shogaku Yonnensei та Shogaku Gonensei.

## Аніме
Аніме було створено Toei Animation, дочірньою компанією Toei Company, а режисером став Кадзумі Фукусіма. Трансляція почалася в Японії 25 січня 1982 року, а остання прощальна серія вийшла 28 лютого 1983 року. Серіал транслювався щопонеділка з 19:00 до 19:30 за японським стандартним часом, із 54-ма серіями.

## Сприйняття
Станом на грудень 2013 року манґа мала загальний тираж 28 мільйонів примірників.
У 1985 році Asari-chan виграла 30-ту премію Shogakukan Manga Award у категорії «Найкраща дитяча манґа». У 2014 році робота отримала спеціальну нагороду суддівського комітету на 59-й церемонії нагородження Shogakukan Manga Award. Манґа виграла головну нагороду Японської асоціації карикатуристів у 2014 році.